# چه کاری انجام دادی
«چه کاری انجام دادی» (به اسپانیایی: Qué Hiciste) ترانه‌ای است که توسط خواننده آمریکایی جنیفر لوپز برای پنجمین آلبوم استودیویی‌اش آنطور که یک زن دل می‌بازد (۲۰۰۷) ضبط شده‌است. این ترانه در ۲۶ ژانویه ۲۰۰۷ ازطریق اپیک رکوردز منتشر شد. این اولین ترانه اسپانیایی‌زبان لوپز بود که در جدول ۱۰۰ آهنگ داغ بیلبورد ایالات متحده قرار گرفت و به رتبه ۸۶ رسید. همچنین در صدر جدول دنس کلاب سانگز و هات لاتین سانگز ایالت متحده قرار گرفت. لوپز ترانه را در ۱۱ آوریل ۲۰۰۷ در امریکن آیدل اجرا کرد و به اولین ترانه اسپانیایی زبان تبدیل شد که در این برنامه تلویزیونی اجرا شده‌است.